# Ścianka
Ścianka – polski zespół rockowy założony w roku 1994 w Sopocie przez Macieja Cieślaka.
Debiutancki album zespołu, Statek kosmiczny Ścianka, ukazał się w 1998 roku nakładem Biodro Records. Zespół nagrał cztery albumy długogrające, ostatnim był Pan Planeta z 2006 roku.

## Historia
Zespół powstał w Sopocie w listopadzie 1994 roku. Założyli go Maciej Cieślak, Wojciech Michałowski i Arkady Kowalczyk. Cieślak pytany o genezę nazwy zespołu odpowiadał: „nazwa jest dźwiękiem”.
Od początku sopocka formacja wyróżniała się na tle innych alternatywnych trójmiejskich zespołów reprezentujących przede wszystkim scenę yassową, jednak krytycy muzyczni próbowali utożsamiać twórczość grupy z tym nurtem.
W 1996 roku do grupy dołączył klawiszowiec Jacek Lachowicz, tak jak Cieślak absolwent gdańskiej Akademii Muzycznej; obydwaj grali wcześniej razem w grupie Maximum Gulliver. Wkrótce potem grupę opuścił Wojciech Michałowski.
Formacja zaczęła powoli zdobywać popularność w Trójmieście, dając pierwsze koncerty w piwnicy willi przy ulicy Mickiewicza w Sopocie, gdzie ostatecznie powstało studio nagraniowe Cieślaka; gitarzysta wydał też własnym nakładem demo zatytułowane Robaki, które wysyłał do wytwórni oraz prywatnych firm jako upominki oraz sprzedawał fanom zespołu na koncertach (nieoficjalne źródła mówią, iż sprzedano jedynie 5 sztuk). Utwory „Impro” i „Struktura nr 2” dotarły do szerszego grona słuchaczy za sprawą promocyjnych płyt CD dołączonych w 1997 roku do czasopism „Brum” i „Jazz Forum”.
W 1998 Ścianka nagrała swój debiutancki materiał dla wytwórni Tymona Tymańskiego, Biodro Records.

### Statek kosmiczny Ścianka
Statek kosmiczny Ścianka okazał się dużym sukcesem artystycznym i komercyjnym (jak na zespół grający muzykę alternatywną; sprzedano ponad 5000 egzemplarzy). Płyty nie promowały single, mimo to „Skuter” uzyskał status największego przeboju Ścianki. Czytelnicy magazynów „Tylko Rock” i „Brum” uznali album za debiut roku, grupa otrzymała dwie nominacje do Fryderyków 1998 w kategoriach alternatywny album roku i debiut roku. Ostatecznie nie otrzymała nagród, zagrała jednak na gali wręczenia statuetek w warszawskiej Sali Kongresowej. Zespół zagrał na gali utwór „Skuter”.
Wbrew składowi podanemu we wkładce płyty, grający na basie Tran Chi był postacią fikcyjną stworzoną przez zespół jako żart. Na basie faktycznie zagrali Cieślak oraz Lachowicz. Niedługo po wydaniu debiutu do zespołu dołączył basista Andrzej Koczan.

### Dni wiatru

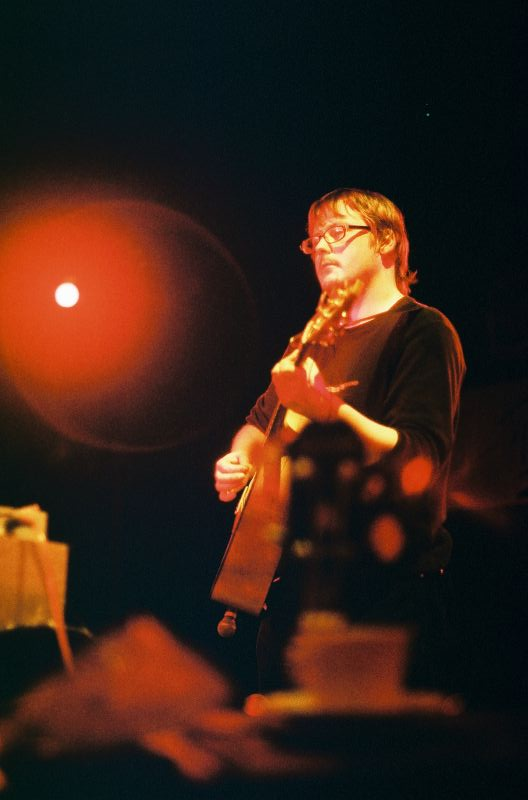
Andrzej Koczan

W 1999 roku zespół zaczął nagrywać drugą płytę i podpisał kontrakt z wytwórnią BMG, Sissy Records. Proces nagrywania trwał stosunkowo długo, a data premiery była przesuwana.
Mający swoją premierę ostatecznie w lutym 2001 roku album Dni wiatru był dużym zaskoczeniem dla wielbicieli twórczości zespołu, prezentując zupełnie inne oblicze i charakter zespołu. Wydany niedługo przed premierą płyty minialbum …only your bus doesn’t stop here EP zawierał trzy wersje „The Iris Sleeps Under the Snow”, w tym interpretacje Myslovitz i duetu Kasia Nosowska – Andrzej Smolik. Album zawierał materiał skomponowany przez Cieślaka i Lachowicza na przestrzeni kilku lat, „Czarny autobus” był grany na koncertach już w 1994, „Peron” w 1996. Utwór „***” powstał w okresie nagrywania demo Robaki i na płycie pojawił się w zarejestrowanej ówcześnie wersji, ze skompilowanymi odgłosami z sopockiego klubu Siouxie.
Dni wiatru sprzedał się w nakładzie ponad 9000 egzemplarzy. Singel „The Iris Sleeps Under the Snow” z rekomendacją Marka Niedźwieckiego znalazł się na Liście przebojów Trójki. Album ponownie został dostrzeżony przez ZPAV, otrzymując nominację do Fryderyka w kategorii „muzyka alternatywna” (przegrał z Uwaga! Jedzie tramwaj Lenny Valentino).
We wrześniu 2001 na rynek trafił drugi oficjalny singel Ścianki, Sława EP, zawierający cztery covery. Sława Przybylska, której zdjęcie znajduje się na okładce singla, jest współautorką (wspólnie z Mieczysławem Foggiem) jednej z nagranej na nowo przez zespół piosenek, „Już nigdy (tango)”. Teledysk do tego utworu w reżyserii Rafała Paradowskiego został nagrodzony na 10. Festiwalu Yach Film w kategorii „inna energia”. Na płycie znalazła się też szydercza wersja „Smoke On The Water” z repertuaru Deep Purple („Utwór Deep Purple nagraliśmy w takiej wersji, by udowodnić, że rock się skompromitował”), cover „Ocean” Lou Reeda i „Tomorrow Never Knows” The Beatles.
W tym samym roku doszło do współpracy Macieja Cieślaka, Jacka Lachowicza i Arkadego Kowalczyka z Arturem Rojkiem i Mietallem Walusiem w projekcie Lenny Valentino. Maciej Cieślak zajął się też produkcją albumów obiecujących młodych zespołów, m.in. drugiego albumu szczecińskiej grupy Kristen. Zespół nagrał również swoją wersję utworu „T.Time” Smolika na jego singel.

### Białe wakacje

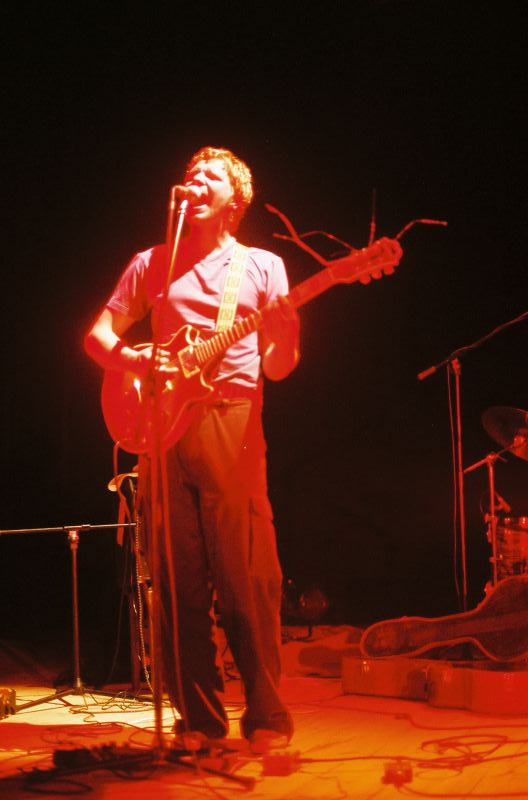
Maciej Cieślak

W 2002 roku zespół rozpoczął pracę nad nowym albumem. Premiera EPki Białe wakacje zapowiadającej album o tym samym tytule we wrześniu 2002 roku jest pamiętana między innymi z powodu dziwacznej pomyłki wytwórni fonograficznej, która wypuściła na rynek około 200–300 błędnie wytłoczonych egzemplarzy płyty: zamiast czterech wersji piosenki tytułowej mieściło się na nich siedem utworów z wcześniejszych wydawnictw zespołu: „Białe wakacje”, „Sopot”, „Piosenka no3”, „Iris Sleeps Under The Snow”, „***”, „Ocean” i „Już nigdy (tango)”.
Album Białe wakacje, który ukazał się na rynku pod koniec września, promowany był przez teledysk do „Białych wakacji” w reżyserii Bo Martina, nagrodzony w kategorii „reżyseria” na 12. festiwalu Yach Film. Zespół dał też po raz drugi koncert w trójkowym Studiu im. Agnieszki Osieckiej (23 września 2002). Kilka miesięcy później ukazała się ostatnia wydana w Sissy Records płyta Ścianki, Harfa traw EP. EPka zawierała cztery wersje utworu tytułowego i dwa teledyski – do „Białych wakacji” i do „Harfy traw”. Album dostał nominację do Fryderyka 2002 w kategorii „muzyka alternatywna”.
W marcu 2003 ukazała się płyta zawierająca utwory różnych wykonawców nagrywających dla wytwórni Sissy Records i zaproszonych gości, Projekt SI 031. Znalazły się na niej kompozycje nagrane wspólnie przez Jacka Lachowicza i Anię Dąbrowską („Jedynka”, „Szesnastka”), Cieślaka i Kristen („Czternastka”), a także samodzielne kompozycje Lachowicza („Szóstka”) i Koczana („Jedenastka”).
Ponadto zespół współpracował z teatrami tworząc muzykę do kilku spektakli (m.in. Tory, Zwyczajne szaleństwa, Przygody Sindbada żeglarza) i filmów – udźwiękawiając film Pancernik Potiomkin na MFF Era Nowe Horyzonty w Cieszynie 25 lipca 2003 roku. 27 czerwca 2004 podczas Warsaw Summer Jazz Days Maciej Cieślak i Jacek Lachowicz razem z wieloma innymi polskimi muzykami (Macio Morettim, Michałem Gosem, Tymonem Tymańskim, Piotrem Pawlakiem, Tomaszem Muchą, Marcinem Krzyżanowskim, Wojciechem Mazolewskim, Wojciechem Kucharczykiem, Arkadiuszem Skolikiem) wzięli udział w projekcie Johna Zorna „Cobra”.

### Pan PlanetaiSecret Sister
W 2005 roku z zespołu odeszli Andrzej Koczan i Jacek Lachowicz. Cieślak pytany o przyczyny rozpadu grupy mówił: „Od dłuższego czasu narastał między nami konflikt we wszelkich możliwych kwestiach. Dlatego w pewnym momencie trzeba było się rozstać”, natomiast klawiszowiec w innym wywiadzie przyznał: „Mieliśmy dobre i złe chwile. Z czasem tych ostatnich było coraz więcej. Coś się między nami wypaliło. Dlatego postanowiłem podjąć radykalne kroki. Wreszcie jestem na swoim”.
Zarejestrowany jeszcze w starym składzie materiał został wydany przez niezależną wytwórnię Isound w kwietniu 2006 roku; album Pan Planeta poprzedziła EPka Boję się zasnąć, boję się wrócić do domu. Płyta została przyjęta dość dobrze, ale sprzedaż nie dorównywała poprzednim wydawnictwom zespołu. Maciej Cieślak nie ukrywał, że liczy na zainteresowanie płytą na Zachodzie, między innymi ze strony [PIAS] Recordings.
Promująca album trasa odbyła się na wiosnę i na jesieni, obejmując największe polskie miasta. Ponadto we wrześniu 2006 roku Ścianka dała koncert w ramach 31. Festiwalu Polskich Filmów Fabularnych w Gdyni na plaży miejskiej, grając muzykę na żywo do filmu Mieczysława Krawicza i Alfreda Niemirskiego Szlakiem hańby z roku 1929. Support jednego z koncertów w ramach Pan Planeta Tour, nieznany bliżej zespół (Wyjebani) W Dobrej Wierze, okazał się być wspólnym projektem Maćka Cieślaka, Małgorzaty Halber i Marcina Zagańskiego (Kombajn do Zbierania Kur po Wioskach). Na stronie MySpace tria znalazła się zapowiedź płyty WWDW. Jeden z utworów („Dobre rady”) znalazł się na składance, łącznie trzy utwory prezentowane były w programie 3 Polskiego Radia w audycji OFFensywa.
Zespół pracował też w studiu, nagrywając materiał z nowym basistą, Michałem Bielą z Kristen. W marcu trio Cieślak-Kowalczyk-Biela spotkało się w studiu z Tomaszem Ziętkiem i Ireneuszem Wojtczakiem, nagrywając pod nazwą Ścianka Quintet ścieżkę dźwiękową do nieistniejącego filmu. Płyta Secret Sister była sprzedawana na koncertach w ramach trasy Secret Sister Tour (później także na stronie myshitinyourcoffee.com), a jej nakład ograniczono do 500 egzemplarzy.
W maju ukazała się składanka piosenek zespołu Joy Division nagranych przez polskie zespoły, na którą Ścianka nagrała własną wersję „She′s Lost Control”.
W lipcu zespół zagrał na drugiej edycji OFF Festivalu w Mysłowicach. Utwór „Skuter” został wcześniej wybrany przez dyrektora artystycznego, Artura Rojka, na oficjalny hymn tej edycji festiwalu.
1 września w Warszawie w ramach Projektu Mizrach zespół przedstawił premierowe słuchowisko inspirowane opowiadaniem Brunona Schulza „Noc lipcowa”. Cieślak tak mówił o tym wydarzeniu: „Kiedy Rafael [Rogiński] zaproponował, aby Ścianka zagrała muzykę chasydzką, odmówiłem. Z drugiej strony idea Mizrah, oswajanie tego, co nieznane, bardzo mi się podoba. Na koncertach od początku gramy słuchowiska, a ponieważ uważam Brunona Schulza za najgenialniejszego pisarza na świecie, zaproponowałem, że przygotujemy występ osnuty wokół jego prozy”. Fragment słuchowiska znalazł się na wyprodukowanej przez Cieślaka płycie dokumentującej koncert, dołączonej do numeru Przekroju 6 grudnia 2007.
W październiku 2007 na oficjalnej stronie zespołu ukazała się informacja o nagrywaniu płyty; zespół rozpoczął też kolejną trasę. 1 marca 2008 wystąpił w gdańskim Żaku, supportowany przez George Dorn Screams. Na koncercie gościnnie w utworze „Białe wakacje” zagrał pierwszy basista Wojciech Michałowski. 10 marca w poznańskim klubie U Bazyla zagrała Ścianka prezentując akustyczny materiał (jako duet, bez Kowalczyka). Oprócz nich tego wieczoru zagrali Mikrokolektyw, Budyń & Sprawcy Rzepaku i utworzona tego wieczoru grupa Blek Sabat, czyli Macio Moretti (Mitch&Mitch), Maciej Cieślak, M.Bunio.S (Dick4Dick) i Michael Pfeiff (Pogodno).
W kwietniu Michał Biela koncertował z Kristen, Ścianka w tym czasie zagrała dwa koncerty: 28 kwietnia we wrocławskim klubie Rura, przez zaproszonym przez grupę zespołem Old Time Relijun, i dzień później w warszawskiej Jadłodajni. Pod koniec kwietnia na MySpace ukazał się profil nowego projektu, w którym biorą udział dwaj członkowie Ścianki, Cieślak (perkusja, pianino) i Biela (głos, gitara), obok Bogusława Szarmacha (bas) i Karoliny Rec (wiolonczela) – Kings Of Caramel. Zespół wydał własnym sumptem płytę, podobnie jak Secret Sister z informacją o wytwórni My Shit In Your Coffee). Cieślak zapowiedział wspólną trasę Kings of Caramel i Ścianki.

### Shifting the Night for TomorrowiCome November
W sierpniu 2010, podczas OFF Festivalu w Katowicach, Ścianka wydała swoje pierwsze DVD Na Chłodnej – 10.3.2010 z koncertem w warszawskim klubie. Rok później na tym samym festiwalu zadebiutowało DVD nagrane w tym samym miejscu dzień później przez samego Cieślaka i Kowalczyka. Zapowiadany na 15 października 2011 roku album Come November do tej pory nie ukazał się. Na oficjalnej stronie udostępniono planowane na ten album utwory „Satellites” i „Blue-Gray Mate”. Wcześniej, w sierpniu, ukazała się EP Shifting the Night for Tomorrow na której poza piosenką tytułową znalazło się jej 11 remiksów wyłonionych w konkursie na Facebooku.

### Niezwyciężony
W marcu 2013 roku Audioteka.pl wydała audiobook powieści Stanisława Lema Niezwyciężony, do którego muzykę nagrał zespół Ścianka. W grudniu 2015 roku ukazał się album z dwoma dwudziestominutowymi utworami, a zespół rozpoczął krótką trasę koncertową, na której prezentował materiał na żywo. Po ostatnim koncercie trasy grupę opuścił Michał Biela. Rozszerzona edycja zawierająca 8 dodatkowych kompozycji ukazała się w 2021 roku na oficjalnym profilu grupy na platformie Bandcamp.

## Koncerty
Zespół od początku działalności koncertował, początkowo w Sopocie dla wąskiej grupy znajomych, potem w całej Polsce i kilkakrotnie za granicą.
Od początku muzycy stosowali praktykę prezentowania nowych utworów na koncertach, nierzadko wiele lat przed umieszczeniem ich na płycie. Materiał nagrany na płycie Dni wiatru grany był na trasie promującej Statek kosmiczny Ścianka, a utwory z Pana Planety znane były uczestnikom koncertów z trasy w 2005 roku.
Ponadto, w repertuarze grupy są utwory o charakterze słuchowisk, nazwanych przez Cieślaka „bajeczkami” („Ballada o smutnym rycerzyku”, „Bajeczka o czerwonych konikach”, „Letnia przygoda żuka Władysława”). Lider zespołu kilkakrotnie w wywiadach przyznawał, że planuje wydanie płyty zawierającej wyłącznie „bajeczki”.
W repertuarze koncertowym grupy, znajdują się też utwory cenionych przez Cieślaka i pozostałych muzyków grupy, zespołów. W początkowym okresie działalności grupy szczególnie często Ścianka grała utwory Lou Reeda i Velvet Underground, później były to m.in. utwory The Beatles, Sławy Przybylskiej, Chrisa Isaaka, Sonic Youth czy Black Sabbath.

## Skład

### Obecni członkowie[27]
- Maciej Cieślak (od 1994) – gitara, śpiew
- Maja Laura Jaryczewska – klawisze, śpiew
- Carlos Roberto Peña Montoya – harfa
- Tomasz Koper – perkusja

### Byli członkowie
- Wojciech Michałowski (1994–1997) – gitara basowa
- Arkadiusz Kowalczyk (1994-2015, 2022) – perkusja
- Jacek Lachowicz (1996–2005) – instrumenty klawiszowe
- Andrzej Koczan (1998–2005) – gitara basowa
- Michał Biela (2005–2015) – gitara basowa

## Dyskografia

### Albumy studyjne
| 1998                           | Statek kosmiczny Ścianka - Data: czerwiec 1998 - Wydawca: Biodro Records (BRCD002) | —  |
| 2001                           | Dni wiatru - Data: 22 lutego 2001 - Wydawca: Sissy Records (40912)                 | 9  |
| 2002                           | Białe wakacje - Data: 23 września 2002 - Wydawca: Sissy Records (74321954612)      | 26 |
| 2006                           | Pan Planeta - Data: 2006 - Wydawca: Ampersand/Isound (D08)                         | 33 |
| „—” pozycja nie była notowana. |                                                                                    |    |

### Minialbumy
| Rok wydania | Tytuł                                    | Wytwórnia              | Nr katalogowy             |
| ----------- | ---------------------------------------- | ---------------------- | ------------------------- |
| 2001        | …only your bus doesn’t stop here EP      | Sissy Records          | BMG SI001 CDS 74321839692 |
| 2001        | Sława EP                                 | Sissy Records          | BMG SI005 CDS 74321872212 |
| 2002        | Białe wakacje EP                         | Sissy Records          | BMG SI029 CDS 74321954622 |
| 2003        | Harfa traw EP                            | Sissy Records          | BMG SI037 CDS 82876520362 |
| 2006        | Boję się zasnąć, boję się wrócić do domu | Ampersand/Isound       | D07                       |
| 2007        | Secret Sister                            | My Shit In Your Coffee | FM0001                    |
| 2011        | Shifting the Night for Tomorrow          | My Shit In Your Coffee |                           |
| 2015        | Niezwyciężony                            | My Shit In Your Coffee | MSIYC009                  |

### Demo
| Rok wydania | Tytuł  | Wytwórnia            | Nr katalogowy |
| ----------- | ------ | -------------------- | ------------- |
| 1998        | Robaki | wydanie nieoficjalne | –             |

### Single na Liście Przebojów Trójki
| Rok  | Tytuł                          | Pozycja na liście |
| Rok  | Tytuł                          | LP3               |
| ---- | ------------------------------ | ----------------- |
| 2001 | The Iris Sleeps Under the Snow | 27                |
| 2001 | Już nigdy (Tango)              | 13                |
| 2002 | Białe wakacje                  | 14                |

### Teledyski
| Rok  | Tytuł                            | Reżyser            |
| ---- | -------------------------------- | ------------------ |
| 1996 | „Little Window"                  | Paweł Narożnik     |
| 1998 | „Czarne anioły"                  | Wojciech Hoffmann  |
| 1999 | „Piosenka no 3"                  | Dawid Marcinkowski |
| 2001 | „The Iris Sleeps Under the Snow" | Dawid Marcinkowski |
| 2001 | „Już nigdy (Tango)”              | Rafał Paradowski   |
| 2001 | „Latający pies"                  | Rafał Paradowski   |
| 2002 | „Białe wakacje"                  | Bo Martin          |
| 2003 | „Harfa traw"                     | Bo Martin          |

### Wydawnictwa, na których znalazły się utwory zespołu
| Wydawnictwo                                     | Rok  | Utwór                                                       | Wytwórnia #Numer katalogowy                      |
| ----------------------------------------------- | ---- | ----------------------------------------------------------- | ------------------------------------------------ |
| Cały ten yass!                                  | 1997 | „Struktura no 2”                                            | Jazz Forum 6/1997                                |
| Festival Live Concerto vol.1                    | 1997 | „Skuter”                                                    | Magic Records #011428-2                          |
| Brum Numer 50                                   | 1998 | „Impro”                                                     | Brum 12/1997                                     |
| Espe Rekordino Prezentatione Sztany Zjednoczone | 1999 | „Czerwone kozaki”                                           | S.P. Records/Brum 4/1999                         |
| MTV Fresz                                       | 2001 | „The Iris Sleeps Under the Snow (Nosowska, Smolik version)” | Pomaton/EMI #5338902                             |
| Smolik T. Time                                  | 2001 | „T. Time (Ścianka version)”                                 |                                                  |
| Trójkowy Ekspress 02                            | 2002 | „The Iris Sleeps Under the Snow”                            | Polskie Radio #0927-48170-2                      |
| X Castle Party 2003                             | 2003 | „Harfa traw”                                                | Metal Mind #CD/MMP 0220                          |
| Muzyka z filmu Segment'76                       | 2003 | „Piórko”                                                    | Polskie Radio #FCD107                            |
| Myslovitz The Best Of                           | 2003 | „The Iris Sleeps Under the Snow (Myslovitz version)”        | Sony BMG #5123152                                |
| Teleexpress Off                                 | 2006 | „Białe wakacje”                                             | Sony Music                                       |
| Warszawa. Tribute to Joy Division               | 2007 | „She’s Lost Control”                                        | Rockers Publishing/ Kuka Records #KR001CD        |
| Mizrach                                         | 2007 | „Noc lipcowa (fragment)”                                    | Muzeum Historii Żydów Polskich, Przekrój 49/3259 |
| Artur Rojek Selection.pl OFF Festival           | 2009 | „Boję się zasnąć, boję się wrócić do domu”                  |                                                  |
| Tango!                                          | 2002 | „Już nigdy”                                                 | Sony # 88691918252                               |
| Alternative.PL vol.2                            | 2014 | „September”                                                 |                                                  |